# グルザーリーラール・ナンダー
グルザリラル・ナンダ（Gulzariral Nanda、1898年7月4日 - 1998年1月15日）は、インドの政治家、経済学者で、労働問題を専門とした。彼は、1964年にジャワハルラール・ネルーが、1966年にラール・バハードゥル・シャーストリーがそれぞれ死去した後、13日間の任期を2回インド首相代理を務めた。

## 出生
ナンダは1898年7月4日、英領インドのパンジャブ州シアールコートでパンジャブ語のヒンドゥー教カトリ族の家庭に生まれた。シアールコートはインド分割後の1947年にパキスタンのパンジャーブ州の一部となった。

## インド首相代理
ナンダはインド首相代理を2回、それぞれ13日間務めた。1回目は1964年のジャワハルラール・ネルー初代首相の死去後であり2回目は1966年のラール・バハードゥル・シャーストリー首相の死去後である。

## 死去
1998年1月15日に99歳で死去。ナンダは質素な生活を送っていたため、死亡した時に残った財産は何も無かった。